# Everloh
Everloh ist ein Dorf und eine Ortschaft der Stadt Gehrden in der Region Hannover in Niedersachsen.

## Geschichte
Erstmals urkundlich erwähnt wurde Everloh nach neueren Forschungen wohl schon zu Beginn des 11. Jahrhunderts unter dem Namen Aewerlan in den Besitzurkunden des Klosters Corvey.
Everloh bestand über lange Jahrhunderte aus 15 Höfen, der Kapelle, der Schule und einem Hirten- und Armenhaus. Die Grundherren des Ortes waren die Herren von Alten, von Reden, von Heimburg, von Lüdersen sowie das Kloster Barsinghausen.
Während im Ort ursprünglich hauptsächlich Bauern lebten, setzte im 19. Jahrhundert ein stärkeres Wachstum ein, vorrangig durch den Zuzug von Handwerkern. In der heutigen Zeit ist Everloh hauptsächlich ein Pendlerwohnort, begünstigt durch die Verkehrsanbindung an die Bundesstraße 65.
Zu Everloh gehört auch das südlich des Ortes gelegene Rittergut Erichshof.
Am 1. August 1971 erfolgte der freiwillige Gemeindezusammenschluss zur Großgemeinde Gehrden.

## Politik

### Ortsrat
Der Ortsrat von Everloh setzt sich aus drei Ratsfrauen und vier Ratsherren folgender Parteien zusammen:
- FWG: 3 Sitze
- B90/Grüne: 3 Sitze
- CDU: 1 Sitz

(Stand: Kommunalwahl 12. September 2021)

### Ortsbürgermeister
Die Ortsbürgermeisterin von Everloh ist Sabine Sippel (FWG). Ihr Stellvertreter ist Hanns Christian Seeßelberg-Buresch (CDU).

### Wappen
Der Entwurf des Wappens von Everloh stammt von dem in Gadenstedt geborenen und später in Hannover lebenden Heraldiker und Grafiker Alfred Brecht, der auch die Wappen von Bantorf, Barrigsen, Egestorf und vielen anderen Ortschaften im Landkreis Hannover entworfen hat. Der Rat der Gemeinde hat in seiner Sitzung am 12. Dezember 1962 das Wappen angenommen und beschlossen. Die Genehmigung wurde durch den Regierungspräsidenten in Hannover erteilt.
| Wappen von Everloh | Blasonierung: „Gold : Grün geteilt, oben ein schreitender, rotbezungter, schwarzer Wildeber, unten über ausgehöhltem goldenem Schildfuß ein goldener Eichenast mit einer Eichel, begleitet von zwei Eichenblättern.“ |
| Wappen von Everloh | Wappenbegründung: Die in über 700 Jahre alten Urkunden aufgetauchten Ortsnamen „Ewerlaen“ und „Euerlo“ werden von den Ortsnamenforschern als „Siedlung bei einem Gehölz, wo Schweine zur Mast getrieben werden“ gedeutet. Der Eichenast symbolisiert das damalige lichte Gehölz, das heute schon lange unter den Pflug genommen wurde. Der ausgehöhlte Schildfuß steht für eine noch heute vorhandene Landsenke von 80 Meter Durchmesser. Diese kann eine Suhle für das ritterliche Schwarzwild (Sus crofa) gewesen sein, dass in unserer Zeit in die Dickungen des Deisterwaldes wechselte, oder aber in früherer Zeit eine den Hausschweinen aus dem Dorf willkommene Suhlstelle gewesen sein. Diese geschichtlichen Tatsachen haben der Gestaltung des Wappens zugrunde gelegen. Der heimatkundliche Arbeitskreis hat dem Rat der Gemeinde empfohlen, das vorstehend beschriebene Wappen zu beschließen. |

## Kultur und Sehenswürdigkeiten
Baudenkmale
- Siehe Liste der Baudenkmale in Everloh

## Persönlichkeiten
Personen, die mit dem Ort in Verbindung stehen
- Ludolf Siegfriedt (17. Jahrhundert–nach 1673), hannoverscher Glocken-, Stück- und Rotgießer, er schuf im November 1670 die Glocke mit dem Schlagton a für die Kapelle in Everloh
- Ludwig Georg von Lüpke (1795–1865), Jurist und Direktor der Staatslotterie des Königreichs Hannover, seine Familie entstammte einer alten Patrizierfamilie Hannovers, die in Bilm und Everloh begütert, aber nicht nobilitiert war
- Jürgen Wehrmann (1917–1998), Agrarwissenschaftler und ordentlicher Professor für Pflanzenernährung sowie Rektor der Technischen Universität Hannover, wohnte in Everloh